# Jang Jae-ho
Jang „Moon“ Jae-ho  (* 14. Dezember 1986 in Incheon) ist ein südkoreanischer E-Sportler. Er ist insbesondere für seine Erfolge in der Disziplin Warcraft-III bekannt, in der er zu den erfolgreichsten Spielern überhaupt zählt. Insgesamt hat er in seiner Karriere über 30 Turniere gewonnen.
Nachdem er anfangs seiner Karriere beim deutschen Team mousesports unter Vertrag war, wechselte er 2006 zu Meet Your Makers. 2007 war sein erfolgreichstes Jahr, in dem er über 150.000 $ an individuellem Preisgeld auf verschiedenen Turnieren gewann. Nach der Trennung von MeetYourMakers 2009 spielte er für den südkoreanischen Clan WeMade Fox, bis dieser sich 2011 auflöste. Dort soll er ein Rekordgehalt von monatlich umgerechnet 16.000 Euro erhalten haben.
2011 wechselte er zwischenzeitlich von Warcraft 3 zum 2010 erschienenen Starcraft 2. Im Januar 2012 gab Fnatic die Verpflichtung von Moon für Starcraft 2 bekannt. In Starcraft 2 konnte er allerdings nie die großen Erfolge aus Warcraft 3 wiederholen, obwohl er immerhin je einen Zweiten Platz bei der DreamHack und dem Intel Extreme Masters erzielte.
2014 unterbrach er seine E-Sport-Karriere um seinen Militärdienst abzuleisten.

## Erfolge (Auswahl)
| Jahr         | Turnier                                           | Platz        | Preisgeld    |
| Warcraft III | Warcraft III                                      | Warcraft III | Warcraft III |
| ------------ | ------------------------------------------------- | ------------ | ------------ |
| 2003         | MBC Sonokong Prime League II                      | 1. Platz     | 08.478 $     |
| 2005         | World e-Sports Games Season I                     | 1. Platz     | 20.000 $     |
| 2005         | World e-Sports Games Season II                    | 1. Platz     | 20.000 $     |
| 2005         | China Korea Cyber Games                           | 1. Platz     | 09.870 $     |
| 2006         | Lenovo International Electronic Sports Tournament | 1. Platz     | 20.000 $     |
| 2007         | MBCGame Warcraft 3 World War I                    | 1. Platz     | 10.000 $     |
| 2007         | Game-X 2007                                       | 1. Platz     | 38.120 $     |
| 2007         | MBCGame Warcraft 3 World War II                   | 1. Platz     | 10.000 $     |
| 2007         | MBCGame Warcraft 3 World War III                  | 1. Platz     | 10.000 $     |
| 2007         | DreamHack Summer 2007                             | 1. Platz     | 02.842 $     |
| 2007         | MBCGame Warcraft 3 World War Summer Grand Prix    | 1. Platz     | 20.000 $     |
| 2007         | World Cyber Games                                 | 3. Platz     | 05.000 $     |
| 2007         | Lenovo International Electronic Sports Tournament | 1. Platz     | 21.309 $     |
| 2008         | PGL Season 2                                      | 1. Platz     | 11.091 $     |
| 2008         | Blizzard Worldwide Invitational 2008              | 1. Platz     | 11.000 $     |
| 2008         | World Cyber Games                                 | 2. Platz     | 07.000 $     |
| 2008         | International e-Sports Festival 2008              | 1. Platz     | 11.626 $     |
| 2009         | World e-Sports Masters                            | 2. Platz     | 06.000 $     |
| 2010         | NGL ONE Season 6                                  | 1. Platz     | 08.000 $     |
| 2010         | World e-Sports Games: e-Stars 2010                | 1. Platz     | 12.671 $     |
| 2010         | Blizzcon 2010                                     | 3. Platz     | 05.000 $     |
| 2011         | International e-Sports Festival 2011              | 1. Platz     | 10.000 $     |
| 2013         | World Cyber Games                                 | 2. Platz     | 03.000 $     |
| Starcraft II |                                                   |              |              |
| 2011         | Intel Extreme Masters World Championship Season V | 2. Platz     | 06.500 $     |
| 2011         | DreamHack Summer 2011                             | 2. Platz     | 07.863 $     |

Auszeichnungen
- 2005: KeSPA's Greatest Player Award
- 2006: KeSPA's Greatest Player Award